# Cap de la Serra de Blancafort
El Cap de la Serra de Blancafort és una muntanya de 871 metres que es troba entre els municipis d'Àger i Os de Balaguer, a la comarca catalana de la Noguera.